# Political Justice

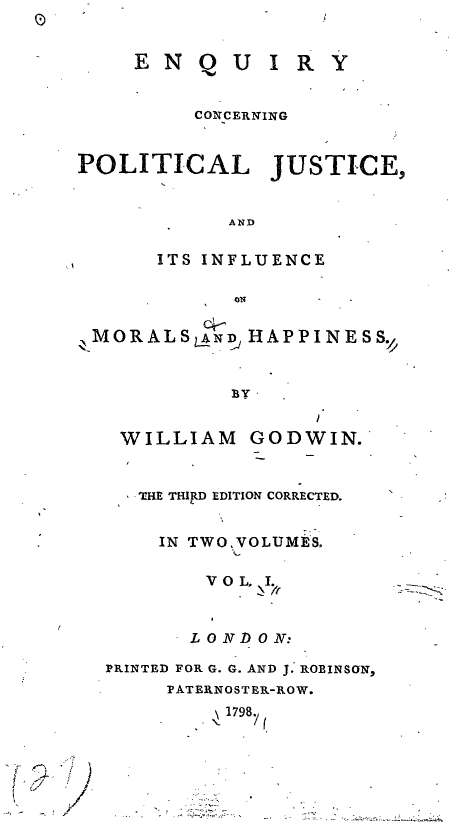
Page de titre de la troisième édition de Political Justice.

Enquiry Concerning Political Justice and its Influence on Modern Morals and Manners, de 1793 (Enquêtes concernant la justice politique et son influence sur la morale et les manières modernes) trace la philosophie politique du philosophe du XVIIIe siècle William Godwin.
William Godwin commence à réfléchir à cet ouvrage en 1791, après la publication par Thomas Paine de son ouvrage Rights of Man en réponse à celui d'Edmund Burke intitulé Réflexions sur la Révolution de France (Reflections on the Revolution in France), en 1790. Cependant, à la différence de la plupart des livres qu'engendre l'ouvrage d'Edmund Burke dans le contexte de la Controverse révolutionnaire, celui de Godwin ne traite pas des évènements politiques du jour, pour en traiter en fait le soubassement philosophique et les principes.